# Ben Hogestyn
Ben Hogestyn (Petaluma (Californië), 27 april 1983) is een Amerikaanse acteur. Hij is de stiefzoon van Days of our Lives-acteur Drake Hogestyn.
Hij werd bekend in de soap General Hospital als Lucas Stansbury Jones, hij speelde de rol van september 2005 tot juni 2006. Van 2006 tot 2007 speelde hij Harry Jackson in The Bold and the Beautiful.